# Stephan Dupuis
Stephan Dupuis ist ein Maskenbildner und Spezialeffektkünstler.

## Leben
Dupuis begann seine Karriere im Filmstab 1979 als Assistenz-Maskenbildner bei den Dreharbeiten zu Alvin Rakoffs Katastrophenfilm Stadt in Flammen. Er spezialisierte sich unter anderem auf Prothesen, wie beim Science-Fiction-Film RoboCop oder bei David Cronenbergs Horrorfilm Die Fliege. 1987 wurde er für Die Fliege zusammen mit Chris Walas mit dem Oscar in der Kategorie Bestes Make-up und beste Frisuren ausgezeichnet. Auch bei den im darauf folgenden Jahr stattfindenden Verleihungen der BAFTA Film Awards war Dupuis in der Kategorie Beste Maske für Die Fliege nominiert, hier setzte sich jedoch Der Name der Rose durch. Für RoboCop erhielt Dupuis zudem 1988 den Saturn Award.
Neben seinen Filmengagements war Dupuis auch für das US-amerikanische Fernsehen tätig, unter anderem an den Fernsehserien Geschichten aus der Gruft, Trauma, Looking und Tote Mädchen lügen nicht. Für sein Wirken beim US-amerikanischen Fernsehen war Dupuis zwischen 1993 und 2014 vier Mal für einen Primetime Emmy nominiert, konnte jedoch keinen dieser Preise gewinnen.

## Filmografie (Auswahl)
- 1979: Stadt in Flammen (City on Fire)
- 1981: Am Anfang war das Feuer (La Guerre du feu)
- 1985: Enemy Mine – Geliebter Feind (Enemy Mine)
- 1986: Die Fliege (The Fly)
- 1987: RoboCop
- 1990: Die totale Erinnerung – Total Recall (Total Recall)
- 1991: Kap der Angst (Cape Fear)
- 1993: Mrs. Doubtfire – Das stachelige Kindermädchen (Mrs. Doubtfire)
- 1999: eXistenZ
- 2001: Jason X
- 2005: A History of Violence
- 2007: I Am Legend
- 2008: Milk
- 2011: Eine dunkle Begierde (A Dangerous Method)
- 2015: Ant-Man
- 2018: Venom

## Auszeichnungen (Auswahl)
- 1987: Oscar in der Kategorie Bestes Make-up und beste Frisuren für Die Fliege
- 1988: BAFTA-Film-Award-Nominierung in der Kategorie Beste Maske für Die Fliege